# Heinrich Isaac
Heinrich Isaac (ca. 1450 – 26. marts 1517) var en flamsk komponist. Han var en af sin tids betydeligste komponister, og som mange andre komponister boede han en tid i Italien, Wien og Tyskland. Hans produktion var stor, han skrev 36 messer, et stort antal motetter og mange verdslige værker, korværker og lieder. Han har bl.a. skrevet melodien til den kendte danske salme Nu hviler mark og enge, der oprindelig var melodi til hans afskedssang til sin fødeby Insbruck, ich muss dich lassen.

## Media
- Sange i Wikisource

 Innsbruck, ich muss dich lassen ?